# Жеффрар, Николя (композитор)
Николя Жеффрар (фр. Nicolas Geffrard; 1871—1930) — гаитянский музыкант и композитор.
Часть жизни провёл в Европе. Наиболее известен, как автор музыки гимна Республики Гаити на слова поэта Жюстена Лериссона — «Дессалиния» (фр. La Dessalinienne), написанного в честь 100-летнего юбилея независимости Гаити и революционного лидера Гаитянской революции (1791—1804), императора Гаити (1804—1806, под именем Жак I) Жан-Жака Дессалина.
Впервые исполнен в Порт-о-Пренсе 23 ноября 1903. Утверждён в качестве официального в 1904 году.
Племянник генерала Николя Жеффрара, одного из основателей независимого государства Гаити.